# Кузнецівка
Кузнеці́вка (німецька колонія поселенців № 8, «Wickerau», а також іменувалася як Wikkera, Kusnezowka, Kuznecewkn, Кузнецовка) — село в Україні, у Розівській селищній громаді Пологівського району Запорізької області. Населення становить 361 осіб. До 2018 орган місцевого самоврядування — Кузнецівська сільська рада.
Село тимчасово окуповане російськими військами 24 лютого 2022 року в ході російсько-української війни.

## Географія
Село Кузнецівка знаходиться біля витоків річки Сухі Яли, на відстані 3,5 км від сіл Багатівка, Зоряне та Шевченківське. Поруч проходить залізниця, станція Платформа 361 км за 1 км.

## Історія
Поблизу Шевченківського знайдено кам'яні знаряддя доби бронзи (II тисячоліття до н. ери).

### Етимологія
Німецька назва села походить від однойменного найменування прусського поселення нім. Wickerau (сучасне найменування пол. Wikrowo).

### Період розвитку в Російській імперії
Німецька колонія № 8 Вікерау над Водяним буєраком, лівим відгалуженням Сасахулахом, була заснована в 1824 роках на площі в 1560 десятин землі. Була розміщена у 75 км на північний захід від Маріуполя німецькими переселенцями (26 сімей) із Ельблонга (нім. Elbing) Західної Пруссії.
За даними 1859 року у Вікерау було 26 подвір'їв, 361 мешканців, 1 завод.
До 1917 року у складі Катеринославської губернії, Маріупольського / Олександрівського повітів, Маріупольського колоніального округу, Олександро-Невської (Грунауської) волості.

### Радянський період
У радянський період у складі Запорізькій / Дніпропетровської областей, ім. В. В. Куйбишева (Царекостянтинівський) / Люксембурзький німецький район..
У 1931 році утворена сільська рада.
Під час Другої світової війни село було спалене. За післявоєнні роки воно повністю відбудоване.

### Незалежна Україна
12 червня 2020 року, відповідно до розпорядження Кабінету Міністрів України № 713-р «Про визначення адміністративних центрів та затвердження територій територіальних громад Запорізької області», увійшло до складу Розівської селищної громади.
19 липня 2020 року, в результаті адміністративно-територіальної реформи та ліквідації  Розівського району увійшло до складу Пологівського району.

## Економіка
- «Авангард», агрофірма, ТОВ.

## Суспільно-політичне життя

### Релігія
Село належало до приходу Грюнау (нім. Grünau): протестантська деномінація — Євангелістський релігійний прихід.

### Світське життя
У 1912 році була початкова школа з чотирма класами освіти. Учитель села навчав 15 школярів.

## Відомі особистості
Першими переселенцями, що заснували село, були: Brodt, Deutschmann, Golbing, Goldbeck з Wolfdorf/Rosenberg-Opr., Hochbaum, Janke, Kenner, Koschke, Litke, Mähler, Ohm, Preiss, Richter, Riegel, Tuchel, Weissohr, Wulfert.

## Статистика зміни чисельності населення
У 1857 році в селі було 26 дворів і 10 безземельних сімей.
| Рік  | К-сть насел. |
| ---- | ------------ |
| 1859 | 414/361      |
| 1885 | 706          |
| 1897 | 339          |
| 1905 | 312          |
| 1908 | 390          |
| 1911 | 408          |
| 1912 | 412          |
| 1918 | 412          |
| 1919 | 388          |

## Теракт
За декілька кілометрів від села 20 січня 2015 р. о 15:00 було підірвано залізничний міст на 360 км ділянки Комиш-Зоря—Розівка. Під час теракту мостом рухався залізничний потяг за маршрутом Кривий Ріг—Сартана. Внаслідок вибуху 20 вагонів із концентратом перекинулись і зійшли з рейок. Залізничне сполучення із частиною України, що ще не перебуває під ДНР, припинене. З Маріуполя та Волновахи можна дістатися до України тільки через Бердянськ.